# Eastvale (Califórnia)
Eastvale é uma cidade localizada no estado americano da Califórnia, no condado de Riverside. Foi incorporada em 1 de outubro de 2010.

## Geografia
De acordo com o United States Census Bureau, a cidade tem uma área de 29,6 km², onde 29,5 km² estão cobertos por terra e 0,1 km² por água.

## Demografia
Segundo o censo nacional de 2010, a sua população é de 53 668 habitantes e sua densidade populacional é de 1 816,07 hab/km². É a cidade mais densamente povoada do condado de Riverside. Possui 14 494 residências, que resulta em uma densidade de 490,46 residências/km².